# Erik Granfelt
Erik Gustaf Granfelt (* 17. November 1883 in Stockholm; † 18. Februar 1962 in Täby) war ein schwedischer Turner, Tauzieher und Fußballspieler.

## Erfolge
Erik Granfelt war 1906 Teilnehmer bei den Olympischen Zwischenspielen in Athen und gewann mit der schwedischen Mannschaft hinter den Mannschaften des Deutschen Reichs und Griechenlands die Bronzemedaille im Tauziehen. Die Mannschaft unterlag in der ersten Runde zunächst Griechenland mit 0:2, ehe sie sich mit 2:0 gegen Österreich durchsetzte. Granfelt belegte damit zusammen mit Anton Gustafsson, Ture Wersäll, Eric Lemming, Carl Svensson, Axel Norling, Oswald Holmberg und Gustaf Grönberger den dritten Platz.
Granfelt, der für den Verein Stockholms GF turnte, nahm zwei Jahre darauf in London auch an den Olympischen Spielen 1908 teil und trat dort im Turnen im Mannschaftsmehrkampf an, einem der beiden Wettkämpfe im Geräteturnen. Die Turnriegen bestanden aus 16 bis 40 Turnern und es war innerhalb von 30 Minuten Wettkampfzeit eine Gesamtpunktzahl von 480 Punkten möglich. Der Wettbewerb bestand aus einer Gruppenübung mit und ohne Turngeräte, die innerhalb von 30 Minuten absolviert werden musste. Insgesamt waren acht Mannschaften mit in Summe 254 Turnern am Start. Eine Mannschaft musste dabei aus 16 bis 40 Turnern bestehen. Jeder der drei Kampfrichter vergab ein Maximum von 160 Punkten (40 für das Auftreten, 60 für die Ausführung und 60 für die Schwierigkeit). Dabei wurden Stil, Schwierigkeit, Vielseitigkeit und Gesamteindruck für die Wertung berücksichtigt. Mit der schwedischen Mannschaft gewann Granfelt mit 438 Punkten vor Norwegen, dessen Turner auf 425 Punkte kamen, und Finnland mit 405 Punkten die Goldmedaille und wurde somit Olympiasieger. Zur Mannschaft gehörten neben Granfelt noch Arvid Holmberg, Carl Holmberg, Oswald Holmberg, Gösta Åsbrink, Carl Bertilsson, Hjalmar Cedercrona, Andreas Cervin, Rudolf Degermark, Carl Folcker, Sven Forssman, Carl Hårleman, Hugo Jahnke, Johan Jarlén, Nils Robert Hellsten, Gunnar Höjer, Gustaf Johnsson, Rolf Johnsson, Sven Landberg, Olle Lanner, Axel Ljung, Nils von Kantzow, Osvald Moberg, Carl Norberg, Erik Norberg, Tor Norberg, Axel Norling, Daniel Norling, Gustaf Olson, Leonard Peterson, Sven Rosén, Gustaf Rosenquist, Axel Sjöblom, Birger Sörvik, Haakon Sörvik, Karl-Johan Svensson, Karl-Gustaf Vingqvist und Nils Widforss. Bei der Eröffnungsfeier der Spiele fungierte Granfelt als Fahnenträger der schwedischen Delegation.
Bereits 1901 gewann Granfelt mit AIK Solna die schwedischen Fußballmeisterschaften.  Sein Bruder Nils Granfelt wurde 1912 ebenfalls Olympiasieger im Turnen, sein Bruder Hans Granfelt gewann 1936 eine olympische Silbermedaille im Fechten. Sein Neffe Nils Rydström nahm ebenfalls zweimal an olympischen Fechtwettbewerben teil.